# Samsung Galaxy A23
Samsung Galaxy A23 este un smartphone bazat pe Android proiectat, dezvoltat și comercializat de Samsung Electronics ca parte a seriei sale Galaxy A. Telefonul a fost anunțat pe 4 martie 2022, alături de Galaxy A13.

## Design

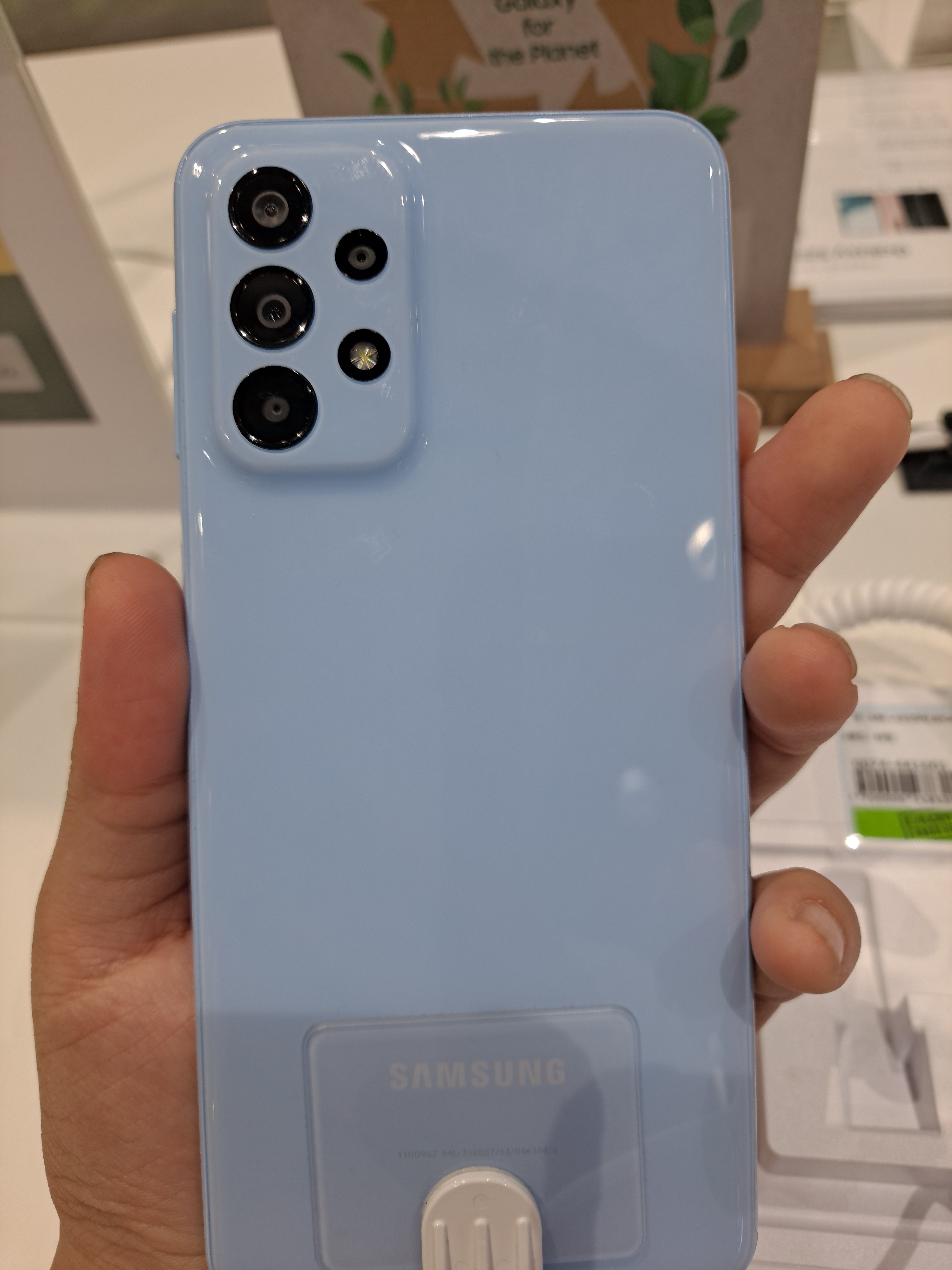
Spatele telefonului Samsung Galaxy A23

Ecranul este fabricat din sticlă Corning Gorilla Glass 5. Panoul din spate și părțile laterale sunt realizate din plastic lucios.
Designul smartphone-ului este similar cu Samsung Galaxy A33 5G⁠(d).
Mai jos sunt conectorul USB-C, difuzorul, microfonul și mufa audio de 3,5 mm. Al doilea microfon este situat în partea de sus. În funcție de versiune, există un slot pentru 1 cartelă SIM și un card de memorie microSD de până la 1 TB sau un slot pentru 2 cartele SIM și un card de memorie microSD de până la 1 TB. În dreapta se află butoanele de volum și butonul de blocare a smartphone-ului, care are un scaner de amprente digitale încorporat.
Samsung Galaxy A23 este vândut în 4 culori: negru (Awesome Black), alb (Awesome White), albastru (Awesome Blue) și portocaliu (Awesome Peach).
| Culoare | Nume          |
| ------- | ------------- |
|         | Awesome Black |
|         | Awesome White |
|         | Awesome Blue  |
|         | Awesome Peach |

## Specificații

### Hardware
Galaxy A23 este un smartphone cu o formă de tip slate factor, a cărui dimensiune este de 164,5 × 76,9 × 8,4 mm și cântărește 195 de grame. 
Dispozitivul este echipat cu conectivitate GSM, HSPA și LTE și Wi-Fi 802.A/b/g/n/ac dual-band cu suport Bluetooth 5.0 Wi-Fi Direct și suport hotspot cu A2DP și LE, GPS cu A-GPS, BeiDou, Galileo și GLONASS. Are un port USB-C 2.0 și intrare jack audio de 3,5 mm.
Acesta are un ecran tactil cu diagonala de 6,6 inci, TFT LCD de tip Infinity-V, colțuri rotunjite și rezoluție FHD+ de 1080 × 2408 pixeli.
Bateria litiu-polimer de 5000 mAh nu este detașabilă de către utilizator. Telefonul suportă încărcare ultra-rapidă la 25 W, dar vine cu un încărcător de 15 W din cutie.
Chipset-ul este un Qualcomm Snapdragon 680 (SM6225) cu un CPU cu opt nuclee (4 nuclee la 2,4 GHz + 4 nuclee la 1,9 GHz). Memoria internă de tip eMMC 5.1 este de 64/128 GB extensibilă cu microSD până la 1 TB, în timp ce memoria RAM este de 4, 6 sau 8 GB (în funcție de versiunea aleasă).
Camera din spate are un senzor principal de 50 megapixeli cu o apertură f/1. D-SLR-Focus este echipat cu o focalizare automată PDAF, modul HDR și modul LED flash, capabil să înregistreze până la 1080p la 30 de fotograme pe secundă, în timp ce camera frontală este unică 8MP cu o înregistrare în alb. De asemenea, are o cameră ultrawide de 8MP o cameră Macro de 2MP și un senzor de adâncime.

### Software
Sistemul de operare este Android 12 cu One UI 4.1. Acesta poate fi actualizat la Android 13 cu One UI 5.1, și va primi, de asemenea, și un an suplimentar de actualizări de securitate. poate fi actualizat la Android 14 cu One UI 6.0.